# Монтегюс, Гастон
Гасто́н Монтегю́с (фр. Gaston Montéhus, при рождении Гасто́н Мардоха́й Брунсви́к (фр. Gaston Mardochée Brunswick); 1872—1952) — французский певец-шансонье. В 1890-е гг. завоевал популярность исполнением сатирических песен, изобличавших милитаризм и социальную несправедливость.

## Биография

### Ранние годы
Родился 4 июля 1872 года в парижском предместье Бельвиль в семье сапожника. Был старшим из 22 детей. Для него, как и для многих других парижских мальчишек, школой стала улица. В двенадцатилетнем возрасте он уже зарабатывал себе на хлеб.
Петь начал в раннем возрасте. Его отец и дед были коммунарами, и революционные традиции семьи отразились в творчестве Гастона, будущего автора бунтарских стихотворений-песен. Влияние на его сочинения оказала и военная служба, обнажившая перед юношей неприглядные стороны французской армии.

### Kарьера
Знаменитое дело Дрейфуса явилось толчком к смелым выступлениям Монтегюса в монмартрских кабаках с сатирическими песенками, направленными против высших армейских чинов. Поднятая реакционной прессой газетная шумиха вокруг скандала, произошедшего в элитном кафешантане «Амбассадёр» во время выступления Монтегюса, который осмелился своими «дерзкими» песнями напасть на офицерство армии, неожиданно прославила молодого шансонье. С тех пор он был вынужден выступать в дешёвых кабачках парижских окраин и вскоре стал любимцем простолюдинов. Популярность Монтегюса быстро росла, а его творчество приобрело широкую известность, особенно среди рабочих.
Первую свою песню Монтегюс записал в 1897 году. Самая же знаменитая его песня, Gloire au 17-e («Слава 17-му»), написанная в 1907 году, посвящена подвигу 17-го французского полка, отказавшегося принять участие в кровавом усмирении демонстрации взбунтовавшихся крестьян-виноградарей юга Франции. Среди других известных его творений можно выделить такие, как «Красный холм» (памяти героев Парижской коммуны), «Забастовка матерей», «Красная мадонна», «Песня молодой гвардии» и пр. Музыку к песням Монтегюса писали композиторы, также связанные с рабочим движением: Р. Шантагреле и П. Дуби («Слава 17-му», «Забастовка матерей» и др.), Ж. Крие («Красный холм», «Красная мадонна»), Сен-Жиль («Песня молодой гвардии», «Вместо самолётов»).
В 1910—1912 гг. В. И. Ленин, проживавший тогда в Париже, в свободные часы посещал кафе и маленькие театры рабочих окраин города, в которых выступали популярные певцы — шансонье. Так он познакомился с Монтегюсом. По воспоминаниям современников, в ту пору певец выглядел примерно так: невысокого роста, очень худой, с огромными чёрными глазами, которые лихорадочно горели на бледном лице, на сцену выходил в синей рабочей блузе, с повязанной красным платком шеей. Н. К. Крупская вспоминала, что Ленин часто слушал «чрезвычайно талантливого автора и исполнителя революционных песенок» и высоко его ценил. В статье «Что нравилось Ильичу из художественной литературы» Надежда Константиновна писала: «Особенно нравился Ильичу Монтегюс. Сын коммунара, Монтегюс был любимец рабочих кварталов… Ильич часто напевал привет его 17-му полку, отказавшемуся стрелять в стачечников».
Вообще Монтегюс довольно легко менял свои политические пристрастия. Так, будучи, казалось бы, убеждённым антимилитаристом, он поддерживал Первую мировую войну и получил в награду за свои песни Почётный крест. А год спустя после окончания войны вернулся к прежним воззрениям, написав вторую свою знаменитую (после Gloire au 17-e) песню La Butte rouge («Красный холм»). В 1930-е гг. он продолжал записывать песни и пытался активно заниматься политикой. Во время оккупации Франции фашистами ему как еврею пришлось носить жёлтую звезду.

### Последние годы жизни
В 1944 году Монтегюс завершил творческую деятельность. Спустя три года, в 1947-м, премьер-министр Франции Поль Рамадье наградил его орденом Почётного легиона. А 31 декабря 1952 года Гастон Монтегюс, всеми забытый, скончался в Париже на 81-м году жизни.

## Творческое наследие
Исполнительское искусство певца отличалось подлинным артистизмом. Он подкупал слушателей огромной эмоциональностью, выразительностью жестов, сердечностью обращения, убедительностью. Свои песни он будто бы не пел, а «играл», подчас используя мелодекламацию, стихи строил на умело подобранных мелодиях. Иногда он сам являлся автором мелодий к своим стихам. Песни и куплеты Монтегюса, подхваченные слушателями, нередко очень скоро разносились по всему Парижу. С огромной экспрессией певец создавал перед аудиторией образы ужасной казарменной жизни военных, нечеловеческих мук бесправных солдат, по воле колонизаторов оказавшихся в знойных пустынях Африки. В своих остросатирических куплетах он изображал жестокость и самоуправство фабрикантов, продажность властей, высмеивал сытых и преуспевающих буржуа, расчётливых торговцев, алчных и недалёких служителей церкви. Песни Монтегюса не раз записывали другие исполнители: Кристиан Борель в сопровождении оркестра под управлением Жоржа Дюрбана, Ив Монтан и пр. И по-прежнему особое волнение вызывает у слушателей песня в честь солдат 17-го полка, которые отказались стрелять в восставших крестьян.
Советская пресса утверждала, что несмотря на длительный период творчества певца и то, что умер он в 1952 году, записи его голоса не сохранились - якобы официальное французское радио намеренно не позаботилось сберечь их, поскольку революционные куплеты знаменитого шансонье и поныне звучат страстно, гневно. Это не соответствует действительности: сохранились более сорока записей исполнителя - 15 сценических монологов и 31 песня. Из них 29 были записаны в 1905-1914 году фирмой Пате, 7 - около 1910 года (Le Semeur), шесть - в 1936 (Odéon). У некоторых музыковедов есть сомнения по поводу того, все ли записи песен Монтегюса, сделанные до первой мировой войны, осуществлены им самим: некоторые могут принадлежать другим исполнителям, не названным на пластинке. Тем не менее, известно, что шесть записей для фирмы "Одеон" в 1936 году, были осуществлены певцом лично; в том числе им была записана "Слава 17-му полку" и обращённая к политику-социалисту Леону Блюму песня "Давай, Леон" (Vas-y Léon). Сохранившиеся записи Монтегюса были отреставрированы и выпущены на двойном CD в 1992 году.

## Награды
- Почётный крест Первой мировой войны 1914/1918 (1918).
- Орден Почётного легиона (1947).